# J. Š. Kvapil
J. Š. Kvapil, pe numele real Josef Šofferle, (n. 29 martie 1904, Nová Sídla⁠(d), Pardubice, Cehia – d. 1 iunie 1975, Olomouc, Cehoslovacia) a fost un critic și istoric literar ceh, specializat în filologie romanică, și profesor universitar la Universitatea Palacký din Olomouc. A participat la înființarea unei secții de limba română în cadrul Catedrei de Limbi romanice de la Facultatea de Filosofie⁠(d) a Universității Caroline din Praga în anul universitar 1950–1951 și a redeschis în anii următori, împreună cu Vladimír Hořejší, un lectorat de limba română la Facultatea de Filosofie a Universității Palacký din Olomouc.
J. Š. Kvapil a făcut parte, alături de Marie Kojecká-Karásková și Jindra Hušková-Flajšhansová, din prima generație de traducători cehi din limba română cu pregătire profesională și a adus în perioada interbelică o contribuție însemnată la promovarea literaturii române în Cehoslovacia. El a tradus mai multe opere literare românești în limba cehă (printre care Ochii Maicii Domnului de Tudor Arghezi, Ciocoii vechi și noi de Nicolae Filimon, Velerim și Veler Doamne de Victor Ion Popa și Mara de Ioan Slavici) și s-a remarcat ca un promotor al relațiilor culturale ceho-române.

## Biografie

### Studii
Josef Šofferle s-a născut la 29 martie 1904 în familia unui hangiu din satul Nová Sídla⁠, aflat în apropierea orașului Litomyšl din regiunea Pardubice a Boemiei (atunci în Austro-Ungaria, azi în Cehia). A învățat la școlile publice din Cerekvice nad Loučnou și Morašice și a absolvit cursurile Gimnaziului real din Litomyšl în anul 1923. A studiat apoi la Facultatea de Filosofie a Universității Caroline din Praga, lucrând în perioada studiilor ca bibliotecar al Seminarului de Limbi Romanice (1926–1928) și specializându-se în limba cehă, limba franceză și istoria comparată a literaturii. Și-a susținut doctoratul în anul 1928 cu teza Starofrancouzské prameny Karolínské epopeje a otázky parafráze u Julia Zeyera („Izvoarele din franceza veche ale poemului Karolinská epopeja și chestiuni de parafrază la Julius Zeyer”).

### Cariera interbelică
După absolvirea doctoratului, a obținut o bursă a guvernului francez și a lucrat în perioada 1928–1929 ca lector de limba cehă la Universitatea din Lyon. S-a întors în Cehoslovacia în anul 1929 și a devenit profesor de limbile cehă și franceză: a predat la Liceul Real din Kladno (1929–1938), la Liceul Real de pe strada Křemencova din Praga (1938–1939) și la Liceul Real de stat (denumit mai târziu Jindřich Vančura) din districtul Smíchov al Pragăi (1939–1946).
S-a familiarizat cu limba română la cursurile ținute de profesorul Gheorghe Staca (1884–1958) la Universitatea Carolină. A efectuat călătorii de studii în România și a urmat în anii 1935 și 1937 cursuri de vară la universitățile populare din Vălenii de Munte și Brașov, cunoscându-l cu acest prilej pe prof. Nicolae Iorga și stabilind legături cu personalități ale culturii române ca Victor Ion Popa și Tudor Arghezi. A colaborat cu Dumitru Crânjală la promovarea literaturii cehe în România și la realizarea de traduceri din limba română și a publicat în anul 1938 un studiu informativ intitulat Přehled vývoje a směrů současného písemnictví rumunského („Privire de ansamblu asupra dezvoltării și direcției literaturii române contemporane”). A folosit pseudonimul J. Š. Kvapil, format din inițialele prenumelui și numelui său și numele soției sale, Jindra Kvapilová (n. 1905, traducătoare din literatura franceză, de exemplu A. Gide: Pastorální symfonie, 1938), cu care s-a căsătorit în anul 1931, pseudonim pe care l-a prescurtat uneori jšk, jšk., JŠK, J. Š. K. sau kvp. A sprijinit, de asemenea, activitatea Institutului Ceho-Slovaco-Român și a filialelor sale de la Brno și Bratislava.
În timpul celui de-al Doilea Război Mondial și al ocupației germane, prof. Kvapil a făcut parte din grupul de rezistență Orbis.

### Profesor universitar
În anul 1946 a devenit cadru didactic de literatura franceză la Facultății de Filosofie a Universității Palacký din Olomouc, unde a lucrat timp de aproape 30 de ani, până la pensionare. A obținut abilitarea în 1947 la Universitatea Masaryk din Brno cu teza Starofrancouzské počátky evropského románu („Originile franceze vechi ale romanului european”). A promovat apoi în cariera ierarhică, devenind conferențiar în 1952 și profesor universitar în 1962. A condus catedra de filologie vest-europeană, apoi pe cea de filologie romanică, iar din 1963 și Cabinetul Bedřich Václavek. În perioada postbelică a efectuat o serie de călătorii de specializare în străinătate: la Paris (1948 și 1966), la Liège (1960) și în România (1961).
S-a implicat, împreună cu un grup de membri ai Societății pentru relații culturale și economice româno-cehoslovace (Společnost pro kulturní a hospodářske styky s Rumunskem, în publicarea revistei slavo-române Românoslavica. Revue des études slavoroumaines, al cărei comitet de redacție avea sediul la Praga. Comitetul de redacție al revistei era format din Vladimír Buben (redactor responsabil), Tr. Ionescu-Nișcov (redactor șef), Tr. Ionescu-Nișcov (redactor șef), Pandele Olteanu (coredactor), Bohuslav Havránek, Karel Krejčí, Gh. Staca, Josef Macůrek, J. Š. Kvapil, Ján Stanislav, I.C. Chițimia, Damian Bogdan, Frank Wollman și Josef Vašica (membri). Revista, care urma să publice studii istorice, etnografice, lingvistice și arheologice, în limbile franceză și română, cu privire la relațiile româno-slave și îndeosebi româno-cehoslovace, a apărut într-un singur număr, în 1948.
Kvapil a fost ales în anul 1950 ca membru al Institutului Slavic din Praga (pentru relațiile cu România) și a participat în anul universitar 1950–1951 la înființarea unei secții de limba română în cadrul Catedrei de Limbi romanice de la Facultatea de Filosofie a Universității Caroline din Praga, unde a susținut prelegeri despre istoria literaturii române. În anii următori a redeschis, împreună cu Vladimír Hořejší, un lectorat de limba română la Facultatea de Filosofie a Universității Palacký din Olomouc, care organiza cursuri facultative. A predat la Olomouc până în 1974, când s-a pensionat. Secția de limba română de la Universitatea Palacký din Olomouc a fost desființată (inclusiv biblioteca ei) după separarea Cehiei de Slovacia (1993), iar secția de limba română de la Universitatea Masaryk din Brno nu a mai fost deschisă de ani de zile, ceea ce a făcut ca singurul centru de românistică din Cehia să rămână cel de la Praga.
Profesorul Kvapil a murit în 1 iunie 1975 la Olomouc, la vârsta de 75 de ani.

## Activitatea literară
J. Š. Kvapil a publicat mai multe studii de istorie literară, străduindu-se să îmbine tradiția eseurilor literare cehe (de la František Václav Krejčí la František Xaver Šalda) cu o documentare științifică detaliată și o perspectivă comparativă. A fost membru al comitetului de redacție al revistei Slovesná věda și a colaborat la numeroase publicații, printre care: Actes et Colloques 6 (Paris, 1967), AUP Olomouc, facultas philosophica (1960–1964), Cizí jazyky ve škole (1958–1961), Časopis pro moderní filologii (1941–1968), Europe (Paris, 1958), Host (1925–1928), Kritický měsíčník (1938–1947), Lidové noviny (1936–1943), Literární noviny (1939–1940, 1946), Naše doba (1941–1948), Philologica Pragensia (1956, 1967–1968), SVŠP Olomouc (1953–1959), Slovesná věda (1947–1952), Tribuna (Cluj, 1965) și Václavkova Olomouc (1961–1972).
S-a ocupat în principal de literatura franceză: a scris două cursuri universitare, o carte despre Romain Rolland, o serie de articole de reviste, capitolul despre Pascal din Dicționarul academic al epocii noi al lui Otto (1937), mai multe capitole din Istoria academică a literaturii franceze din secolele al XIX-lea și al XX-lea și din Dicționarul scriitorilor din Franța, Elveția, Belgia și Luxemburg (1966), precum și studii introductive la unele traduceri (Elsa Triolet, André Gide etc.). A fost interesat, de asemenea, de literatura cehă: a scris studii sistematice și cuprinzătoare despre operele lui Julius Zeyer, Vojtěch Martínek și A. C. Nor, articole de critică literară în Naše doba și Lidové noviny, studiul Venkov v současné české beletrii („Peisajul rural în beletristica cehă contemporană”) și o analiză critică a structuralismului („Glosy ke strukturalismu”, 1943).
Literatura română a reprezentat un alt domeniu de interes al lui J.S. Kvapil, începând de la mijlocul anilor 1930. Kvapil a popularizat literatura română în rândul publicului ceh prin capitolul dedicat acesteia în Dicționarul academic al epocii noi al lui Otto (1939), prin publicarea unor articole de critică literară și informații culturale în revista Lidové noviny și prin traducerea unor opere literare importante ale literaturii române ca Ochii Maicii Domnului (1936) de Tudor Arghezi, Velerim și Veler Doamne (1942) de Victor Ion Popa, Ciocoii vechi și noi (1958) de Nicolae Filimon și Mara (1973) de Ioan Slavici. A format o serie de traducători de limba română în cadrul Uniunii Scriitorilor Cehoslovaci.

## Lucrări (selecție)
- Literatura cehoslovacă contimporană, Editura Institutului cehoslovaco-român din Praha, Tipografia Orbis, Praga, 1937, 61 p. – împreună cu Dumitru Crânjală;
- Přehled vývoje a směrů současného písemnictví rumunského („Privire de ansamblu asupra dezvoltării și direcției literaturii române contemporane”), E. Beaufort, Praga, 1938, 40 p.;
- Gotický Zeyer, Václav Petr, Praga, 1942;
- Venkov v současné české beletrii („Peisajul rural în beletristica cehă contemporană”), Václav Petr, Praga, 1944;
- Úvod do studia francouzské literatury („Introducere în studiul literaturii franceze”), curs universitar, 1955, ediție adăugită, 1963;
- Literatura ve Francii v období rozvinutého feudalismu („Literatura din Franța în perioada feudalismului târziu”), curs universitar, 1958;
- Romain Rolland et les amis ďEurope („Romain Rolland și prietenii Europei”), Státní pedagogické nakladatelství, Praga, 1971;
- O socialistickém realismu : sborník příspěvků z celostátní uměnovědné konference Václavkova Olomouc 1973 („Despre realismul socialist: colecție de lucrări de la conferința națională de studii de artă Václavkova Olomouc 1973”), Státní pedagogické nakladatelství, Praga, 1976 – împreună cu Jaromír Dvořák și Miroslav Zahrádka.

### Traduceri
- Tudor Arghezi, Oči Matky Páně (Ochii Maicii Domnului), Jar. Šnajdr, Kladno, 1936, 306 p.[14][28] – traducere și postfață;[28]
- Tudor Arghezi, „Malý Vintile” („Micul Vintilă”), fragment din romanul Oči Matky Páně (Ochii Maicii Domnului), în vol. František Poulíček, Josef Spilka (ed.), Oslavujeme Rumunsko („Sărbătorind România”), Česká grafická unie, Praga, 1938, 75 p.;[36]
- Tudor Arghezi, „Jedna před spaním”, în ziarul Lidové noviny, 21 mai 1940;
- Ion Luca Caragiale, Ztracený dopis (O scrisoare pierdută), culegere de proze, SNKLHU, Praga, 1953, 274 p.[14][37] – selecție, prefață, note și traducerea unor proze:[37] „Zlomyslnost” („Infamie...”), „Politika a literatura” („Literatura și Politica”), „Odměna za vlasteneckou oběť” („Jertfe patriotice”), „Rumun” („Rromânca”), „Vědec” („Savant”), „Na návštěvě” („Vizită...”), „Velikonočni svíce” („O făclie de Paște”)
- Ion Luca Caragiale, „Na návštěvě” („Vizită...”),[38] în vol. Návštěvou u přátel (În vizită la prieteni), antologie de literatură din „țările democratice” alcătuită de Valeria Sochorovská, Praga, 1959, 228 p.[14][38]
- Nicolae Filimon, Staří i noví povýšenci (Ciocoii vechi și noi), SNKLHU, Praga, 1958, 312 p.[31][32][33] – traducere și prefață;[32]
- Gustave Lanson, „Védecký duch a metoda lit. historie” („Spiritul științific și metoda istoriei literare”), traducere din limba franceză, în Host, tomul V, 1926
- Victor Ion Popa, Radujme se, haleluja... (Velerim și Veler Doamne), Evropský literární klub (ELK), Praga, 1942, 279 p.[29][30] – traducere și postfață;[29]
- Ioan Slavici, Mara (Mara), Odeon, Praga, 1973, 292 p.[34][35]